# Dr.-Ernst-Hohner-Konzerthaus

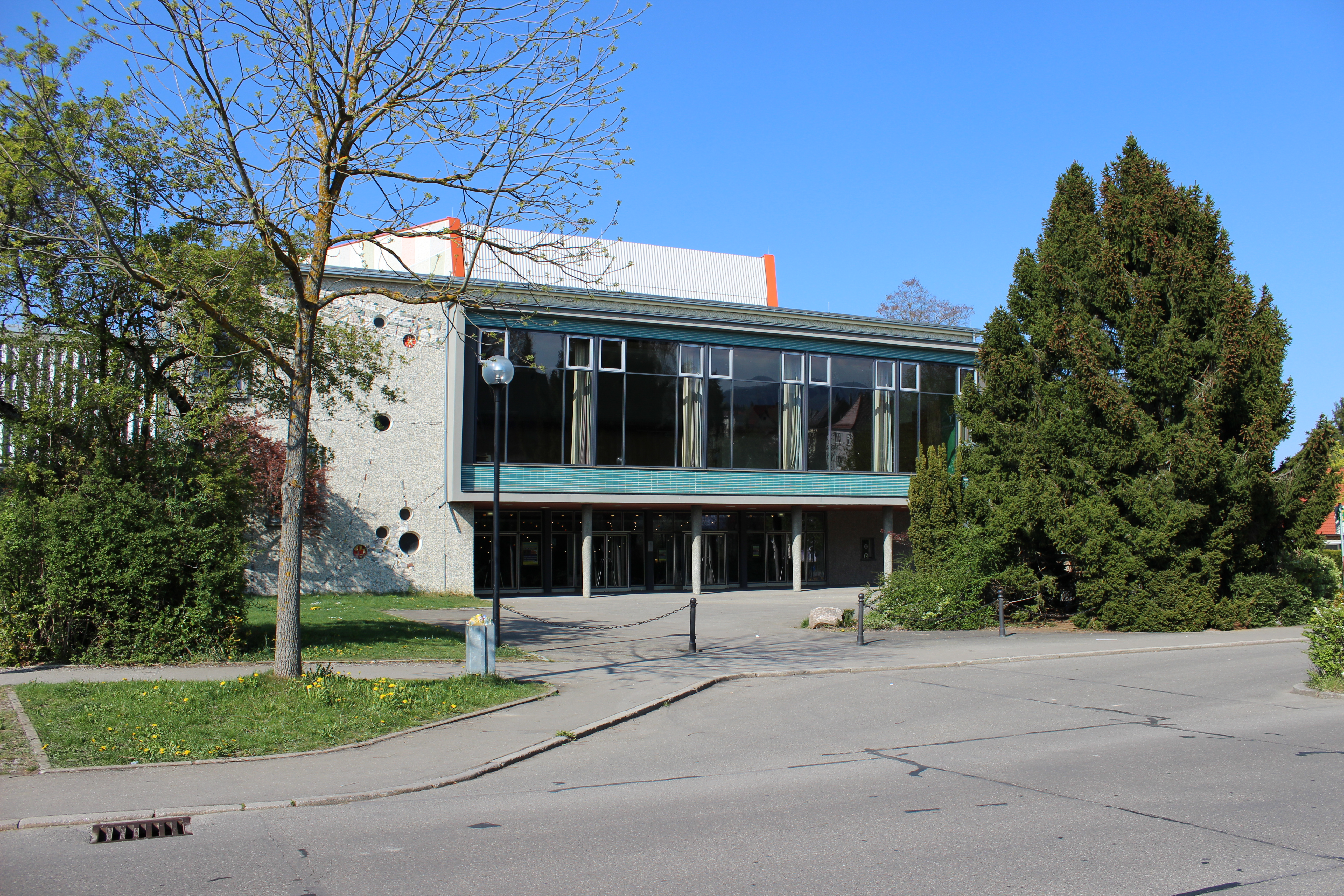
Das Konzerthaus heute

Das Dr.-Ernst-Hohner-Konzerthaus ist ein 1960 eröffnetes Gebäude im baden-württembergischen Trossingen. Während der ersten Jahrzehnte war es das bedeutendste Konzerthaus zwischen Stuttgart und Zürich. Bis heute finden neben Konzerten z. B. auch Theateraufführungen, Ausstellungen und Tagungen statt.
1957 war die Grundsteinlegung anlässlich des Jubiläums 100 Jahre Hohner. Ursprünglich geplant war, auf dem Gelände eine Reihe verschiedener Musikschulen zu errichten, das heutige Konzerthausgebäude sollte nur ein erster Bauabschnitt sein. Ernst Hohner war Firmensenior der Trossinger Musikinstrumentenfirma Hohner und Hauptmäzen in der Stadt. Er finanzierte einen Großteil der Baukosten. 1986 gab es eine Generalsanierung des Konzerthauses.
Zwei Konzertsäle und ein ebenfalls für Veranstaltungen nutzbares Foyer befinden sich im Gebäude. Der Große Konzertsaal, der unter Experten für die exzellente Raumakustik bekannt ist, hat 800 fest bestuhlte Sitzplätze und kann bei Bedarf auf 1000 Plätze erweitert werden. Eine flexible Bühne mit variablem Orchestergraben ist besonders für klassische Theater- und Musikveranstaltungen geeignet. Entsprechende Licht- und Tonanlagen sind vorhanden. Neben dem großen gibt es auch einen kleinen Konzertsaal mit einer etwa 20 m² großen Bühne und etwa 250 Sitzplätzen.
Koordinaten: 48° 4′ 43,8″ N, 8° 37′ 46,5″ O